# Nikichino
Nikichino (Никишино) est un village du Donbass en Ukraine, dans la partie majoritairement russophone du pays. Il se trouve dans le raïon de Chakhtiarsk (ou Chakhtiorsk en russe) près de la frontière russe, dans l'oblast de Donetsk et à près de 100 kilomètres au nord-est de la ville de Donetsk. La population était de 884 habitants au recensement de 2001. Il fait partie de facto de la république populaire de Donetsk.

## Révolution ukrainienne de 2014-2015
La région russophone et votant pour le parti des régions est agitée ici de troubles à partir d'août 2014. Les bataillons des forces gouvernementales s'emparent du village à la fin d'août 2014 avant que la région ne soit peu à peu reprise par les rebelles de la république populaire de Donetsk dans le courant de décembre 2014. La plupart des habitants fuient l'endroit. Il ne reste sur un peu moins d'un millier d'habitants que trois familles sur place à la fin de l'année 2014. Dans la nuit du 31 janvier au 1er février 2015, les forces gouvernementales quittent Nikichino.